# Temporada 2024 de la European Talent Cup
La Temporada 2024 de la European Talent Cup es la octava de la competición que acoge a los futuros talentos del motociclismo, de entre 13 y 17 años.

## Calendario
El calendario provisional se publicó en noviembre de 2023.
| Ronda | Fecha            | Circuito  | Pole position  | Vuelta rápida    | Ganador          |
| ----- | ---------------- | --------- | -------------- | ---------------- | ---------------- |
| 1     | 21 de abril      | Misano    | Marco Morelli  | Giulio Pugliese  | Giulio Pugliese  |
| 1     | 21 de abril      | Misano    | Marco Morelli  | David González   | Marco Morelli    |
| 2     | 5 de mayo        | Estoril   | Carlos Cano    | David González   | Carlos Cano      |
| 2     | 5 de mayo        | Estoril   | Carlos Cano    | David González   | Carlos Cano      |
| 3     | 19 de mayo       | Barcelona | Marco Morelli  | Marco Morelli    | Marco Morelli    |
| 4     | 23 de junio      | Portimao  | David González | Marco Morelli    | Carlos Cano      |
| 5     | 15 de septiembre | Jerez     | Carlos Cano    | Beñat Fernández  | Carlos Cano      |
| 5     | 15 de septiembre | Jerez     | Carlos Cano    | Marco Morelli    | Carlos Cano      |
| 6     | 13 de octubre    | Aragón    | Carlos Cano    | Valentín Perrone | Giulio Pugliese  |
| 6     | 13 de octubre    | Aragón    | Carlos Cano    | Valentín Perrone | Carlos Cano      |
| 7     | 24 de noviembre  | Estoril   | David González | Marco Morelli    | Valentín Perrone |

## Equipos y pilotos
| Equipo                                        | Constructor | N.º | Piloto                  | Rondas    |
| --------------------------------------------- | ----------- | --- | ----------------------- | --------- |
| Team Honda Laglisse                           | Honda       | 3   | Jean Kento              | 1-3, 5    |
| Team Honda Laglisse                           | Honda       | 12  | Adriano Donoso          | 1-2       |
| AC Racing Team                                | Honda       | 4   | Gabriel Tesini          | 1-7       |
| AC Racing Team                                | Honda       | 11  | David González          | 1-7       |
| AC Racing Team                                | Honda       | 28  | Alejandra Fernández     | 6         |
| AC Racing Team                                | Honda       | 35  | Vasilis Panteleakis     | 1-3       |
| EEST 84R                                      | Honda       | 5   | Johann Emmanuel         | 1-4       |
| EEST 84R                                      | Honda       | 62  | Alberto Enríquez        | 5         |
| JEG Take Off GP JEG Racing                    | Honda       | 6   | Benjamin Caillet        | 1-5, 7    |
| JEG Take Off GP JEG Racing                    | Honda       | 36  | Evan Boxberger          | 1-7       |
| JEG Take Off GP JEG Racing                    | Honda       | 42  | Julius Frellsen         | 1-7       |
| JEG Take Off GP JEG Racing                    | Honda       | 76  | Carla Mulot             | 6-7       |
| Frando Racing VHC Team                        | Honda       | 7   | Beñat Fernández         | 1-7       |
| Frando Racing VHC Team                        | Honda       | 47  | Yaroslav Karpushin      | 5-7       |
| Frando Racing VHC Team                        | Honda       | 73  | Valentín Perrone        | 1-7       |
| Eagle-1                                       | Honda       | 8   | Edoardo Bertola         | 1-5, 7    |
| Team Larresport                               | Honda       | 9   | Elliot Kassigian        | 1-4, 6.7  |
| Team Larresport                               | Honda       | 25  | Gonzalo Pérez           | 1-7       |
| AGR Team                                      | Honda       | 10  | Afonso Almeida          | 1-7       |
| AGR Team                                      | Honda       | 32  | Travis Borg             | 7         |
| AGR Team                                      | Honda       | 70  | Kristian Daniel Jr.     | 1-7       |
| First Bike Academy                            | Honda       | 13  | Matteo Roman            | 2-3, 5    |
| First Bike Academy                            | Honda       | 19  | Lázsló Lörinc           | 1-5       |
| Aspar Junior Team                             | Honda       | 14  | Edu Gutiérrez           | 1-7       |
| Aspar Junior Team                             | Honda       | 31  | Giulio Pugliese         | 1-7       |
| Fifty Motorsport                              | Honda       | 15  | Martim Marco            | 1-4       |
| MRE Talent                                    | Honda       | 17  | Diego de Ponte          | 1-5       |
| MRE Talent                                    | Honda       | 89  | Oliver Cantos           | 7         |
| Team Echovit Pasini Racing                    | Honda       | 18  | Mathias Tamburini       | 1-7       |
| Team Echovit Pasini Racing                    | Honda       | 81  | Matteo Gabarrini        | 1-7       |
| Team Echovit Pasini Racing                    | Honda       | 90  | Luca Agostinelli        | 1-7       |
| Liqui Moly Husqvarna Intact GP Junior Team    | Honda       | 20  | Fynn Kratochwil         | 6-7       |
| Liqui Moly Husqvarna Intact GP Junior Team    | Honda       | 45  | Álex Longarela          | 1-5       |
| Liqui Moly Husqvarna Intact GP Junior Team    | Honda       | 96  | Richard Irmscher        | 7         |
| SF Racing                                     | Honda       | 21  | Erik Michielon          | 3         |
| SF Racing                                     | Honda       | 2   | Rocco Sessler           | 2         |
| SF Racing                                     | Honda       | 28  | Alejandra Fernández     | 1-3, 5    |
| Team Estrella Galicia 0,0                     | Honda       | 22  | Jesús Torres            | 1-7       |
| Team Estrella Galicia 0,0                     | Honda       | 26  | Pau Alsina              | 1-7       |
| Team Estrella Galicia 0,0                     | Honda       | 33  | Enzo Bellon             | 2-7       |
| Team Estrella Galicia 0,0                     | Honda       | 37  | Marianos Nikolis        | 1-7       |
| Team Estrella Galicia 0,0                     | Honda       | 69  | Fernando Bujosa         | 1-7       |
| Team Impala Honda                             | Honda       | 23  | Ignacio Galán           | 6-7       |
| MIR Racing Finetwork Team                     | Honda       | 27  | Kerman Tínez            | 1-7       |
| MIR Racing Finetwork Team                     | Honda       | 55  | Mikey Lou               | 4-7       |
| MIR Racing Finetwork Team                     | Honda       | 92  | Pablo Olivares          | 3         |
| MIR Racing Finetwork Team                     | Honda       | 95  | Leonardo Zanni          | 1-5       |
| MIR Racing Finetwork Team                     | Honda       | 92  | Pablo Olivares          | 2         |
| Mecaprojets Team Ado                          | Honda       | 29  | Randy Truchot           | 1-7       |
| Mecaprojets Team Ado                          | Honda       | 99  | Remy Sanjuan            | 1-7       |
| BRS Brechon Racing School                     | Honda       | 30  | Matthias Rostagni       | 1-7       |
| BRS Brechon Racing School                     | Honda       | 54  | Gabriel Pio             | 6-7       |
| BRS Brechon Racing School                     | Honda       | 72  | David Da Costa          | 1-3, 5-7  |
| BRS Brechon Racing School                     | Honda       | 78  | Henri Mignot            | 1-7       |
| Gas Up Racing Team                            | Honda       | 34  | Seiryu Ikegami          | 1-3       |
| Preicanos Racing Team                         | Honda       | 34  | Seiryu Ikegami          | 5-7       |
| Ilusion Racing                                | Honda       | 41  | Yvonne Cerpa            | 1-2, 4-7  |
| Ilusion Racing                                | Honda       | 88  | Nikola Miroslavov       | 3, 5-6    |
| Ilusion Racing                                | Honda       | 82  | Kyle Payne              | 1-7       |
| British Talent Team - MLav Racing MLav Racing | Honda       | 43  | Amanuel Brinton         | 2, 4, 6-7 |
| British Talent Team - MLav Racing MLav Racing | Honda       | 46  | Ryan Frost              | 7         |
| British Talent Team - MLav Racing MLav Racing | Honda       | 97  | Marco Morelli           | 1-7       |
| IgaxTeam                                      | Honda       | 45  | Álex Longarela          | 7         |
| IgaxTeam                                      | Honda       | 48  | Andrés García           | 5, 7      |
| KidzGP by Covacha R.T.                        | Honda       | 52  | Jeremiasz Wojciechowski | 2-7       |
| Ernst Dubbink Eveno Racing                    | Honda       | 53  | Kiyano Veijer           | 1-2, 4-6  |
| City Lifting                                  | Honda       | 64  | Clayton Edmunds         | 7         |
| SeventyTwo Motorsports Artbox Team            | Honda       | 71  | Carlos Cano             | 1-7       |
| SuperHugo44 Team                              | Honda       | 77  | Joel Mora               | 5, 7      |
| SuperHugo44 Team                              | Honda       | 93  | Pablo Olivares          | 5         |

| Leyenda             |
| ------------------- |
| Piloto titular      |
| Piloto invitado     |
| Piloto de reemplazo |

## Resultados

### Campeonato de pilotos
Sistema de puntuación
Los puntos se reparten entre los quince primeros clasificados en acabar la carrera. Sistema de puntuación de 1993 hasta 2022:
| Posición | 1.º | 2.º | 3.º | 4.º | 5.º | 6.º | 7.º | 8.º | 9.º | 10.º | 11.º | 12.º | 13.º | 14.º | 15.º |
| Puntos   | 25  | 20  | 16  | 13  | 11  | 10  | 9   | 8   | 7   | 6    | 5    | 4    | 3    | 2    | 1    |

| Pos. | Piloto                | Equipo                                     | MIS | MIS | EST | EST | BAR | POR | JER | JER | ARA | ARA | EST | Ptos. |
| ---- | --------------------- | ------------------------------------------ | --- | --- | --- | --- | --- | --- | --- | --- | --- | --- | --- | ----- |
| 1    | Carlos Cano           | SeventyTwo Artbox Racing Team              | 6   | 6   | 1   | 1   | Ret | 1   | 1   | 1   | 3   | 1   | 6   | 196   |
| 2    | Marco Morelli         | MLAV Racing                                | 2   | 1   | 2   | Ret | 1   | 7   | 6   | 5   | 2   | 3   | 5   | 167   |
| 3    | Giulio Pugliese       | Aspar Junior Team                          | 1   | 17  | 10  | 6   | 3   | 2   | 4   | 4   | 1   | 6   | 2   | 158   |
| 4    | David González        | AC Racing Team                             | 3   | 2   | Ret | Ret | 2   | 3   | 2   | 3   | 9   | 2   | 3   | 151   |
| 5    | Valentín Perrone      | Frando Racing VHC Team                     | 4   | 4   | 12  | 3   | 5   | 4   | 3   | 2   | Ret | 7   | 1   | 138   |
| 6    | Jesús Torres          | Team Estrella Galicia 0'0                  | 10  | 7   | 6   | 2   | 9   | WD  | Ret | 7   | Ret | 10  | 8   | 75    |
| 7    | Beñat Fernández       | Frando Racing VHC Team                     | 11  | Ret | NC  | 9   | 12  | 9   | 8   | 10  | 5   | 5   | 4   | 72    |
| 8    | Leonardo Zanni        | MIR Racing Finetwork Team                  | 7   | 3   | Ret | 8   | 7   | Ret | 9   | 11  |     |     |     | 54    |
| 9    | Kerman Tínez          | MIR Racing Finetwork Team                  | 9   | 5   | Ret | NC  | 13  | Ret | 26  | 17  | 4   | 4   | 9   | 54    |
| 10   | Gabriel Tesini        | AC Racing Team                             | 5   | Ret | 11  | 17  | 6   | 13  | 10  | 14  | DNQ | 12  | 7   | 50    |
| 11   | Enzo Bellon           | Team Estrella Galicia 0'0                  |     |     | DNQ | DNQ | 21  | 11  | 5   | 6   | 8   | 9   | 10  | 47    |
| 12   | Álex Longarela        | Liqui Moly Husqvarna Intact GP Junior Team | Ret | Ret | 4   | 16  | 14  | 5   | 7   | 9   |     |     |     | 44    |
| 12   | IgaxTeam              |                                            |     |     |     |     |     |     |     |     |     | 14  |     | 44    |
| 13   | Pau Alsina            | Team Estrella Galicia 0'0                  | 16  | 8   | Ret | 5   | 8   | 6   | 12  | 15  | Ret | Ret | Ret | 42    |
| 14   | Seiryu Ikegami        | Gas Up Racing Team                         | Ret | 12  | 15  | 4   | 4   |     |     |     |     |     |     | 39    |
| 14   | Preicanos Racing Team |                                            |     |     |     |     |     | 13  | 16  | DNQ | DNQ | 11  |     | 39    |
| 15   | Luca Agostinelli      | Team Echovit Pasini Racing                 | Ret | 9   | 5   | 14  | 20  | 12  | Ret | 22  | 6   | 20  | 16  | 34    |
| 16   | Gonzalo Pérez         | Team Larresport                            | 12  | 11  | 14  | 10  | 11  | 8   | Ret | 12  | DNQ | DNQ | 17  | 34    |
| 17   | Fernando Bujosa       | Team Estrella Galicia 0'0                  | Ret | Ret | 3   | 7   | Ret | 17  | 14  | Ret | 12  | 28  | Ret | 31    |
| 18   | Marianos Nikolis      | Team Estrella Galicia 0'0                  | 8   | Ret | 17  | 13  | 15  | 10  | 17  | 13  | 11  | 11  | 19  | 31    |
| 19   | Kristian Daniel Jr.   | AGR Team                                   | Ret | Ret | Ret | 15  | 17  | 14  | 19  | 20  | 7   | 8   | 13  | 22    |
| 20   | Pablo Olivares        | MIR Racing Finetwork Team                  |     |     | 7   | 12  | 10  |     |     |     |     |     |     | 19    |
| 20   | SuperHugo44 Team      |                                            |     |     |     |     |     | DNQ | DNQ |     |     |     |     | 19    |
| 21   | Yaroslav Karpushin    | Frando Racing VHC Team                     |     |     |     |     |     |     | 11  | 8   | 23  | 13  |     | 16    |
| 22   | Benjamin Caillet      | JEG Take Off GP                            | 13  | 10  | Ret | 11  | 18  | Ret | 21  | Ret | 20  | 24  | DNQ | 14    |
| 23   | Mikey Lou             | MIR Racing Finetwork Team                  |     |     |     |     |     | 15  | 15  | 18  | 10  | 15  | 12  | 13    |
| 24   | Vasilis Panteleakis   | AC Racing Team                             | DNQ | DNQ | 8   | NC  | 22  |     |     |     |     |     |     | 8     |
| 25   | David da Costa        | BRS Brechon Racing School                  | 17  | 15  | 9   | 23  | Ret |     | DNQ | DNQ | Ret | DNS | DNQ | 8     |
| 26   | Mathias Tamburini     | Team Echovit Pasini Racing                 | 15  | 13  | Ret | 26  | DNQ | 21  | 20  | 23  | Ret | DNS | DNQ | 4     |
| 27   | Edu Gutiérrez         | Aspar Junior Team                          | 14  | 21  | DNQ | DNQ | 19  | 16  | 18  | 21  | 17  | 14  | 22  | 4     |
| 28   | Matteo Gabarrini      | Team Echovit Pasini Racing                 | DNQ | DNQ | DNQ | DNQ | Ret | Ret | 23  | 24  | 13  | 18  | 26  | 3     |
| 29   | Rocco Sessler         | SF Racing                                  |     |     | 13  | 24  |     |     |     |     |     |     |     | 3     |
| 30   | Remy Sanjuan          | Mecaprojets Team Ado                       | 18  | 14  | DNQ | 18  | 23  | 19  | DNQ | DNQ | DNQ | 26  | 24  | 2     |
| 31   | Nikola Miroslavov     | Ilusion Racing                             |     |     |     |     | 24  |     | DNQ | DNQ | 14  | 17  |     | 2     |
| 32   | Fynn Kratochwil       | Liqui Moly Husqvarna Intact GP Junior Team |     |     |     |     |     |     |     |     | 15  | 19  |     | 1     |
| 33   | Travis Borg           | AGR Team                                   |     |     |     |     |     |     |     |     |     |     | 15  | 1     |
| Pos. | Piloto                | Equipo                                     | MIS | MIS | EST | EST | BAR | POR | JER | JER | ARA | ARA | EST | Ptos. |

| Color     | Resultado                                                               |
| --------- | ----------------------------------------------------------------------- |
| Oro       | Ganador                                                                 |
| Plata     | 2.ª plaza                                                               |
| Bronce    | 3.ª plaza                                                               |
| Verde     | Finalizó en los puntos                                                  |
| Azul      | Finalizó sin puntos                                                     |
| Azul      | NC - No clasificado                                                     |
| Violeta   | Ret - No terminó (Carrera)                                              |
| Rojo      | DNQ - No se clasificó                                                   |
| Negro     | DSQ - Descalificado                                                     |
| Blanco    | DNS - No empezó (carrera)                                               |
| Blanco    | WD - Retirado (fin de semana)                                           |
| Blanco    | C - Carrera cancelada                                                   |
| Sin color | DNP - Inscrito pero no participó                                        |
| Sin color | INJ - Lesionado                                                         |
| Sin color | EX - Excluido                                                           |
| Estado    | Resultado                                                               |
| Negrita   | Pole position                                                           |
| Cursiva   | Vuelta rápida                                                           |
| †         | Abandona, pero clasifica al completar el porcentaje requerido para ello |